# Quận Essex, Virginia
Quận Essex là một quận thuộc tiểu bang Virginia, Hoa Kỳ.
Quận này được đặt tên theo. Theo điều tra dân số của Cục điều tra dân số Hoa Kỳ năm 2000, quận có dân số 9989 người. Quận lỵ đóng ở Tappahannock6.

## Địa lý
Theo Cục điều tra dân số Hoa Kỳ, quận có diện tích km2, trong đó có km2 là diện tích mặt nước.

## Thông tin nhân khẩu
Theo điều tra dân số 2 năm 2000, đã có 9.989 người, 3.995 hộ gia đình, và 2.740 gia đình sống trong quận hạt. Mật độ dân số là 39 người trên một dặm vuông (15/km ²). Có 4.926 đơn vị nhà ở với mật độ trung bình là 19 trên một dặm vuông (7/km ²). Cơ cấu chủng tộc của quận gồm có 57,96% người da trắng, 39,04% da đen hay Mỹ gốc Phi, 0,55% người Mỹ bản xứ, 0,81% châu Á, Thái Bình Dương 0,03%, 0,32% từ các chủng tộc khác, và 1,28% từ hai hoặc nhiều chủng tộc. 0,72% dân số là người Hispanic hay Latino thuộc một chủng tộc nào.
Có 3.995 hộ, trong đó 28,00% có trẻ em dưới 18 tuổi sống chung với họ, 50,70% là đôi vợ chồng sống với nhau, 14,00% có nữ hộ và không có chồng, và 31,40% là không gia đình. 26,10% hộ gia đình đã được tạo ra từ các cá nhân và 11,30% có người sống một mình 65 tuổi hoặc lớn tuổi hơn là người. Cỡ hộ trung bình là 2,46 và cỡ gia đình trung bình là 2,95.
Trong quận, cơ cấu độ tuổi dân số đã được trải ra với 22,90% dưới độ tuổi 18, 7,00% 18-24, 27,00% 25-44, 25,70% từ 45 đến 64, và 17,30% từ 65 tuổi trở lên đã được những người. Độ tuổi trung bình là 40 năm. Đối với mỗi 100 nữ có 89,90 nam giới. Đối với mỗi 100 nữ 18 tuổi trở lên, đã có 88,20 nam giới.
Thu nhập trung bình cho một hộ gia đình trong quận đã được $ 37.395, và thu nhập trung bình cho một gia đình là $ 43.588. Phái nam có thu nhập trung bình $ 29.736 so với 22.253 $ cho phái nữ. Thu nhập bình quân đầu người là 17.994 USD. Có 7,70% gia đình và 11,20% dân số sống dưới mức nghèo khổ, bao gồm 16,80% những người dưới 18 tuổi và 11,80% của những người 65 tuổi hoặc hơn.